# Titea extensa
Titea extensa är en fjärilsart som beskrevs av Tite 1963. Titea extensa ingår i släktet Titea och familjen juvelvingar. Inga underarter finns listade i Catalogue of Life.